# Leonard Terfelt
Leonard Daniel Andreas Terfelt (* 20. August 1976 in Stockholm-Hägersten) ist ein schwedischer Schauspieler. Seit dem Jahr 2000 war er in zehn Film- und Fernsehproduktionen zu sehen. 
Für seine Darstellung des Leo in Leo wurde er 2008 für den schwedischen Filmpreis Guldbagge in der Kategorie Bester Hauptdarsteller nominiert.

## Auszeichnungen
- 2008: Guldbagge-Nominierung für Leo

## Filmographie (Auswahl)
- 2000: Jalla! Jalla! Wer zu spät kommt … (Jalla! Jalla!)
- 2007: Leo
- 2008–2009: Verdict Revised – Unschuldig verurteilt (Oskyldigt dömd, Fernsehserie, 24 Folgen)
- 2011: Anno 1790 (Fernsehserie, Folge En skål för schavotten)
- 2012: Ein Fall für Annika Bengtzon – Studio 6 (Annika Bengtzon - Studio Sex)
- 2012: Arne Dahl – Tiefer Schmerz (Arne Dahl – Europa Blues, Fernsehserie)
- 2013: Mankells Wallander (Fernsehserie, 5 Folgen)
- 2018: Die Brücke – Transit in den Tod (Fernsehserie, 8 Folgen)
- 2021: Young Royals (Fernsehserie)